# Вениш, Фридерике
Фридерике Вениш (нем. Friedrieke Wenisch, 27 августа 1907 — ?), после замужества взявшая фамилию Фильц (нем. Filz) — австрийская фехтовальщица-рапиристка, многократная чемпионка Австрии, призёрка чемпионатов мира.

## Биография
Родилась в 1907 году. В 1932 году стала серебряной призёркой Международного первенства по фехтованию в Копенгагене. В 1935 году стала обладательницей серебряной медали Международного первенства по фехтованию в Лозанне. В 1936 году завоевала бронзовую медаль Международного первенства по фехтованию в Сан-Ремо, но на Олимпийских играх в Берлине выступила неудачно. В 1937 году Международная федерация фехтования задним числом признала чемпионатами мира все прошедшие ранее Международные первенства по фехтованию.
После Второй мировой войны в 1948 году заняла 5-е место в личном первенстве на рапирах на Олимпийских играх в Лондоне. В 1952 году приняла участие в Олимпийских играх в Хельсинки, но неудачно.